# Security (film 2017)
Security è un film del 2017, diretto da Alain DesRochers, con protagonista Antonio Banderas e antagonista Ben Kingsley.

## Trama
Eduardo "Eddie" Deacon è un ex soldato, capitano dei reparti speciali, che sta vivendo un periodo difficile. Alla ricerca di un lavoro per mantenere la sua famiglia, all'ufficio di collocamento riesce finalmente ad ottenere un ruolo come guardia di sicurezza in un centro commerciale situato in un quartiere malfamato della città e per questo controllato da ben cinque guardie in un solo turno. Durante la sua prima notte di lavoro, gli viene spiegato l'ambiente di lavoro e si presentano i quattro colleghi che lavoreranno sempre nei suoi stessi turni: Vance, Mason, Johnny e Ruby. Vance è visibilmente innamorato di quest'ultima.
Dei mercenari armati e pericolosi tendono un'imboscata ad un convoglio di U.S. Marshals che stanno trasportando una bambina, Jamie, testimone in un processo, per eliminarla e dissolverne le tracce. Tutti gli agenti vengono uccisi, ma la ragazzina riesce a fuggire e, trovando come via di scampo proprio il centro commerciale dove lavora Eddie, viene accolta da lui e dai colleghi, per poi svenire. Subito i quattro impiegati chiamano la polizia, che però non riescono a raggiungere, a causa della strana mancanza di segnale su tutti i loro telefoni. Poco dopo un uomo di nome Charlie si presenta alle porte del centro commerciale, sostenendo di essere il padre della piccola Jamie: senza nemmeno un sospetto, Vance porta lì la bambina, ancora priva di sensi, ma Eddie lo ferma e non sembra intenzionato ad aprire la porta a Charlie, poiché Jamie è arrivata lì terrorizzata, evidentemente scappando da qualcuno.
Infatti proprio in quel momento, riacquistati i sensi, la ragazzina, vedendo l'uomo fuori dalla porta, urla di paura e scappa nell'interno dell'edificio; si scopre perciò come Charlie non sia il padre di Jamie, ma il capo dei mercenari che hanno ucciso gli agenti Marshals e da cui la bambina era fuggita.
Essendo stato smascherato, Charlie prende una valigetta piena di soldi, con la quale cerca di corrompere Eddie per "riavere" la bambina e perché vengano cancellati i filmati delle telecamere del centro commerciale: consiglia agli addetti di accettare l'accordo, se non vogliono morire in modo orrendo. Vance sembra accettare l'offerta, così Eddie è costretto a colpire il ragazzo per farlo tacere. Charlie nel frattempo si dilegua e, lontano da occhi indiscreti, chiama i suoi mercenari e ordina loro di controllare tutte le uscite del centro commerciale, così che nessuno al suo interno possa scappare. 
Eddie intanto si mette a cercare Jamie nei meandri del centro commerciale, assicurandole che Charlie è andato via e che lui è dalla sua parte; la ragazzina allora esce dal suo nascondiglio e gli fa promettere di restare sempre con lei per proteggerla, cosa che lui accetta. Quando sono di nuovo tutti insieme, Mason racconta ai colleghi di come il padre di Jamie fosse in realtà un ex mercenario che, abbandonata la compagnia, fu ucciso per tradimento da quegli stessi fuorilegge: la bambina assistette all'omicidio e perciò ora è la principale testimone del fatto. Per farla stare al sicuro, Eddie porta Jamie in un ripostiglio, ma le lascia un walkie-talkie per rimanere in contatto. Intanto tutti sono molto preoccupati per quello che ancora potrebbe accadere, visto che la squadra di Charlie è un folto gruppo di sicari professionisti e loro cinque guardie di sorveglianza disarmate. Eddie, tuttavia, ex militare, non ha paura delle minacce di Charlie e, con l'aiuto dei colleghi, confeziona delle bombe con oggetti trovati in giro per la struttura, come difesa.
Inizia l'assalto, ma Eddie, Ruby e gli altri riescono ad uccidere diversi mercenari; la donna, più tardi, muore dissanguata in seguito a diverse sparatorie, così come Mason, che viene ucciso da una squadra di finti U.S Marshals, ed il cecchino di Charlie. Quando lo stesso Charlie irrompe nel centro commerciale e cattura Jamie, minacciando di ucciderla, arriva Eddie, già colpito da un proiettile: quando il criminale sta per sparare a Eddie, Jamie lo colpisce con un taser, permettendo ad Eddie di sparargli, uccidendolo. Poco dopo arriva la polizia e Jamie, Eddie e Vance escono vivi dal centro commerciale.
Il film finisce con Eddie, nel frattempo guarito dalle ferite di pistola, all'aeroporto, che si ricongiunge con sua figlia, Silvia, ormai cresciuta.

## Produzione
Le riprese si sono svolte in Bulgaria tra novembre 2015 e gennaio 2016, con un budget di 15 milioni di dollari.

## Distribuzione
La pellicola è uscita nelle sale cinematografiche statunitensi il 4 marzo 2017, dal 3 ottobre dello stesso anno è diventato disponibile su Netflix.